# Leptacis longispinula
Leptacis longispinula är en stekelart som beskrevs av Lubomir Masner 1960. Leptacis longispinula ingår i släktet Leptacis och familjen gallmyggesteklar. Inga underarter finns listade i Catalogue of Life.